# Gare de Vogüé
La gare de Vogüé est une ancienne gare ferroviaire française de la ligne du Teil à Alès, située sur le territoire de la commune de Vogüé, dans le département de l'Ardèche en région Auvergne-Rhône-Alpes.  
Elle est mise en service en 1876 par la Compagnie des chemins de fer de Paris à Lyon et à la Méditerranée (PLM). Fermée aux trafics voyageurs et marchandises par la Société nationale des chemins de fer français (SNCF). Elle est utilisée par le Train touristique de l'Ardèche méridionale.

## Situation ferroviaire
Établie à 168 mètres d'altitude, la gare de Vogüé était située au point kilométrique (PK) 687,563 de la ligne du Teil à Alès. Elle constituait également le point de départ de la ligne de Vogüé à Lalevade-d'Ardèche, située au PK 692,945.
À l'époque de son activité, elle était un important nœud de l'étoile ferroviaire ardéchoise, permettant des correspondances entre les lignes du Teil à Alès, de Vogüé à Lalevade-d'Ardèche, et de Saint-Sernin à Largentière.

## Histoire
La gare de Vogüé est mise en service le 18 mai 1876 avec l'ouverture de la section de Vogüé à Aubenas de la ligne de Vogüé à Lalevade-d'Ardèche. Elle devient rapidement un centre ferroviaire important, disposant de deux postes d'aiguillages et employant une trentaine d'agents.
La fermeture au trafic voyageurs intervient le 9 mars 1969 pour l'ensemble de l'étoile ferroviaire de Vogüé. Le trafic marchandises cesse le 1er avril 1988, en même temps que la fermeture de la ligne. Elle est retranchée du réseau ferroviaire et déclassé en totalité (PK 693,214 à 711,797) par un décret du 20 septembre 1991.

## Reconversion
Après sa fermeture au trafic SNCF,  une voie à quai et une voie de service ont été conservées afin d'être exploité, de 1992 et 2012, par le Train touristique de l'Ardèche méridionale entre la gare de Vogüé et le tunnel de l'Écluse. 

Actuellement, le bâtiment voyageurs de la gare a été reconverti en école maternelle. Une voie verte est aménagée sur une portion de la ligne de Vogüé à Lalevade, empruntant les viaducs sur l'Auzon et l'Ardèche. Elle traverse le site de l'ancienne gare de Vogüé.

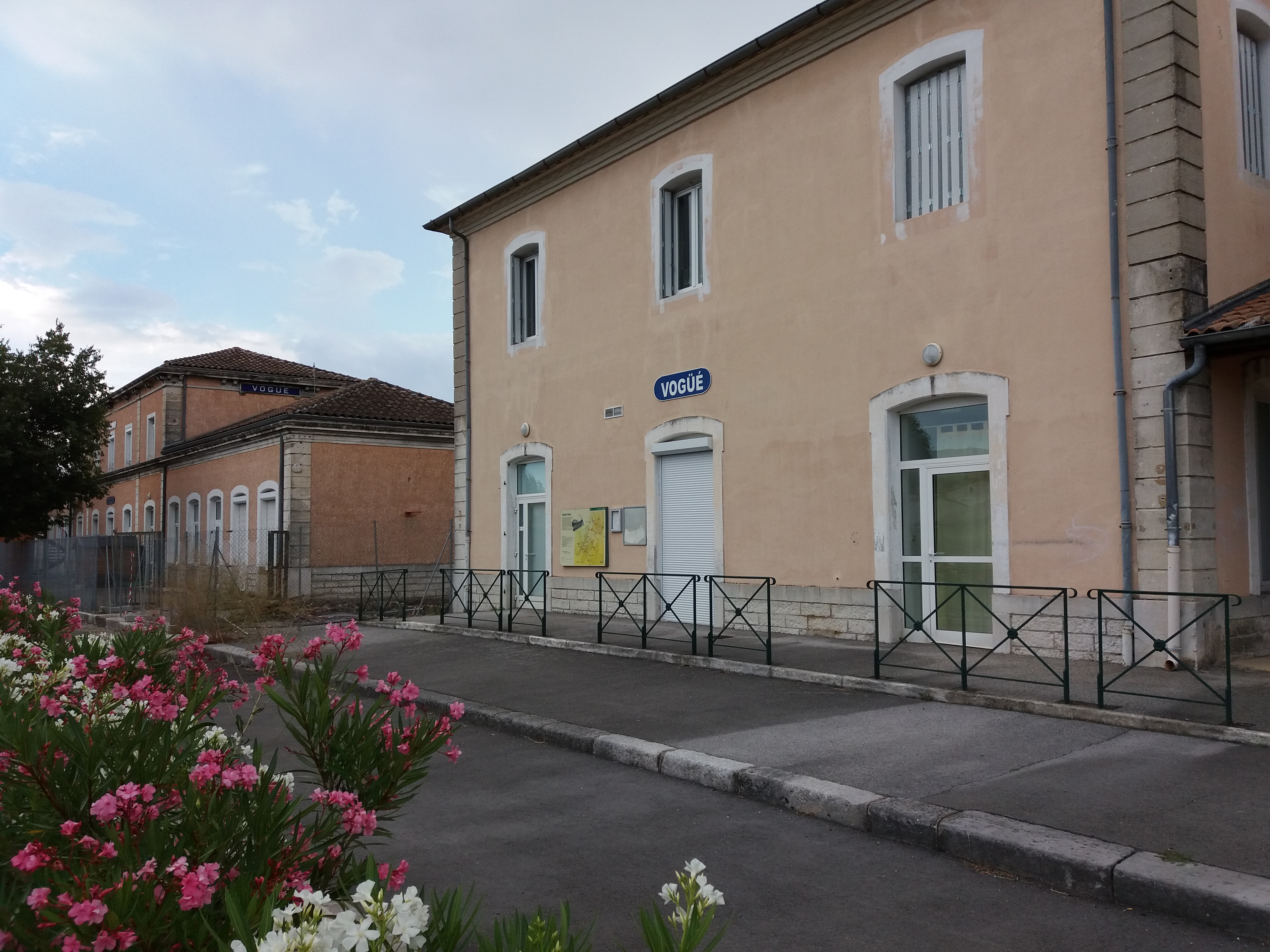
Ancien buffet de la gare.
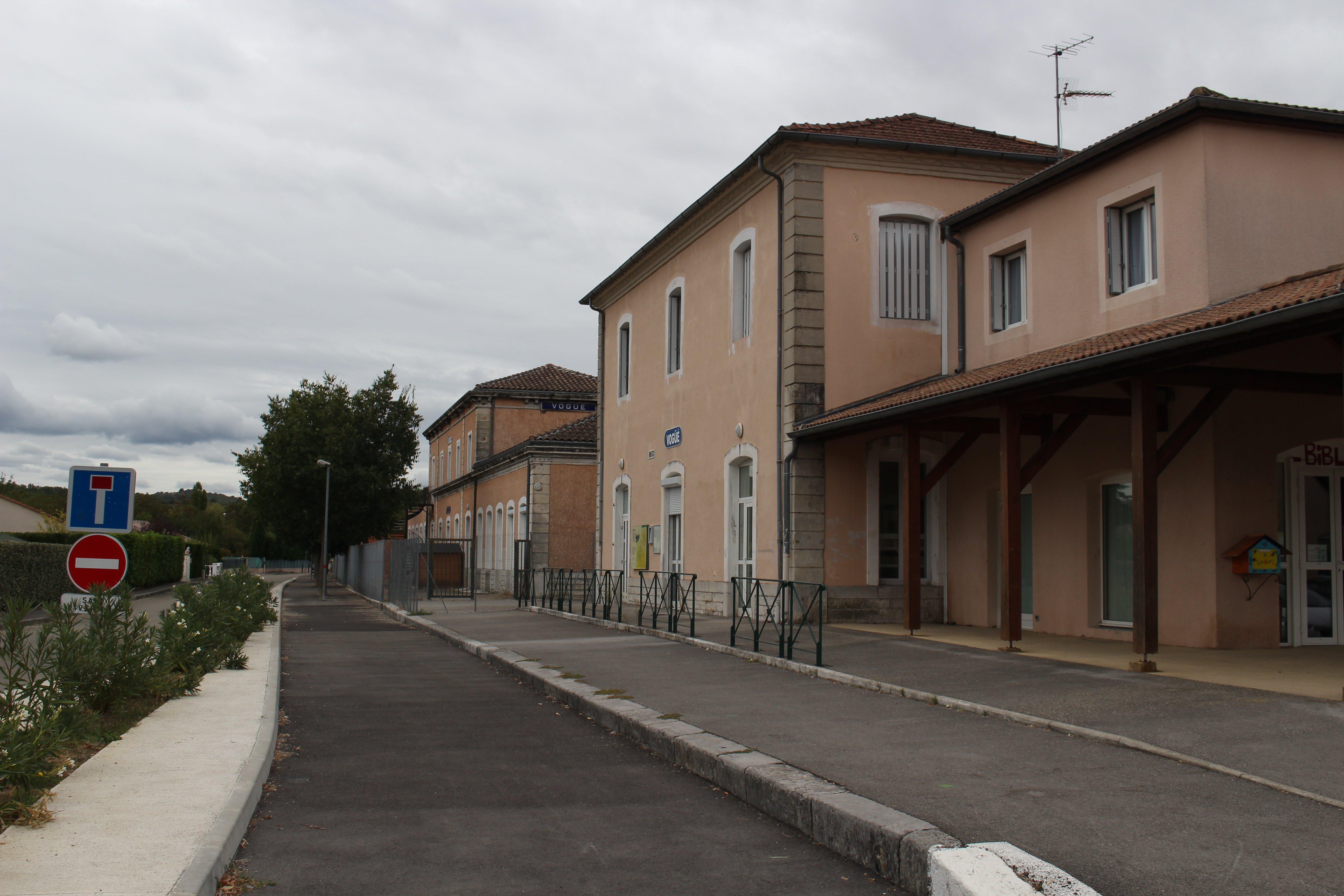
Le buffet et la gare.
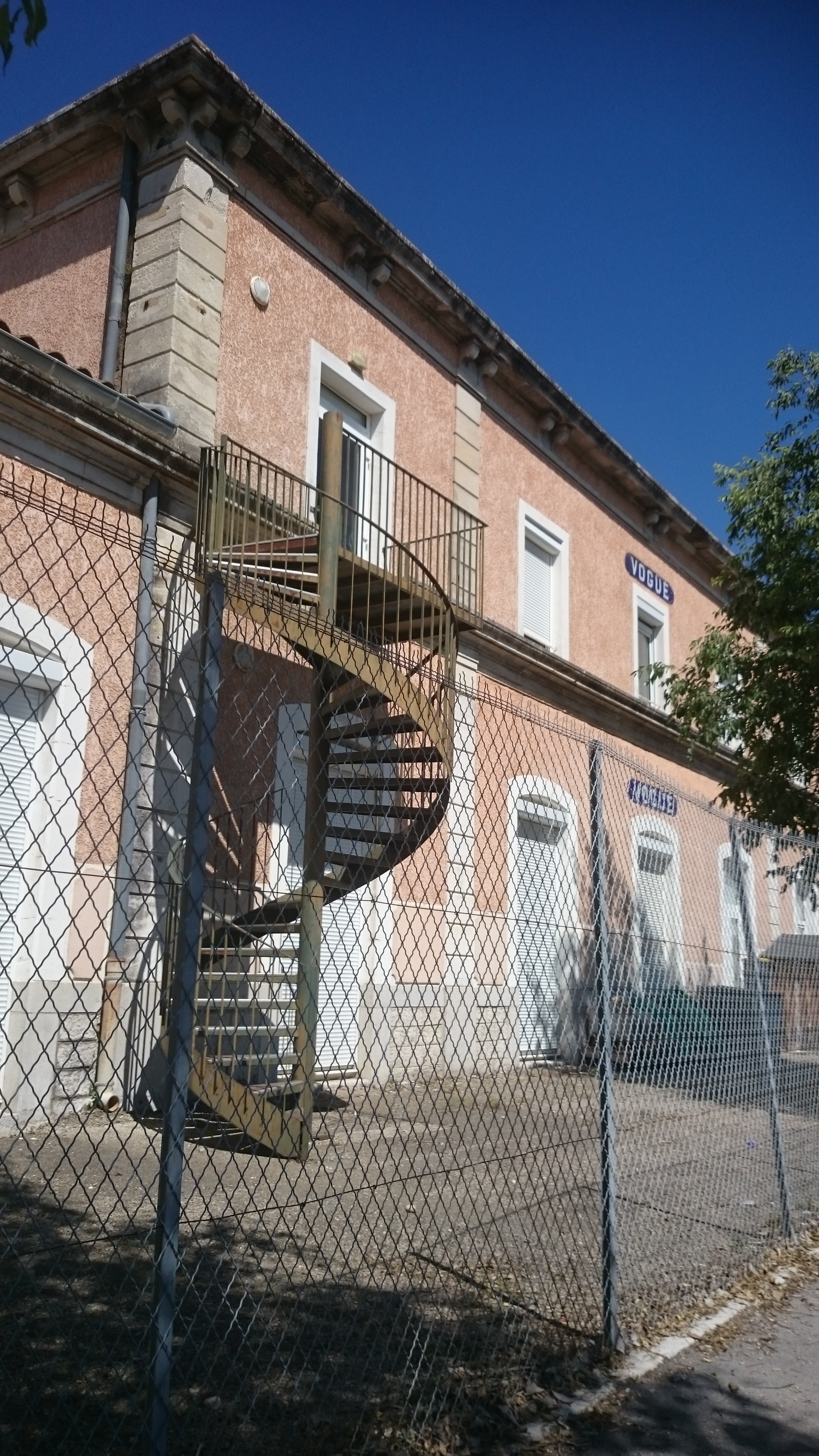
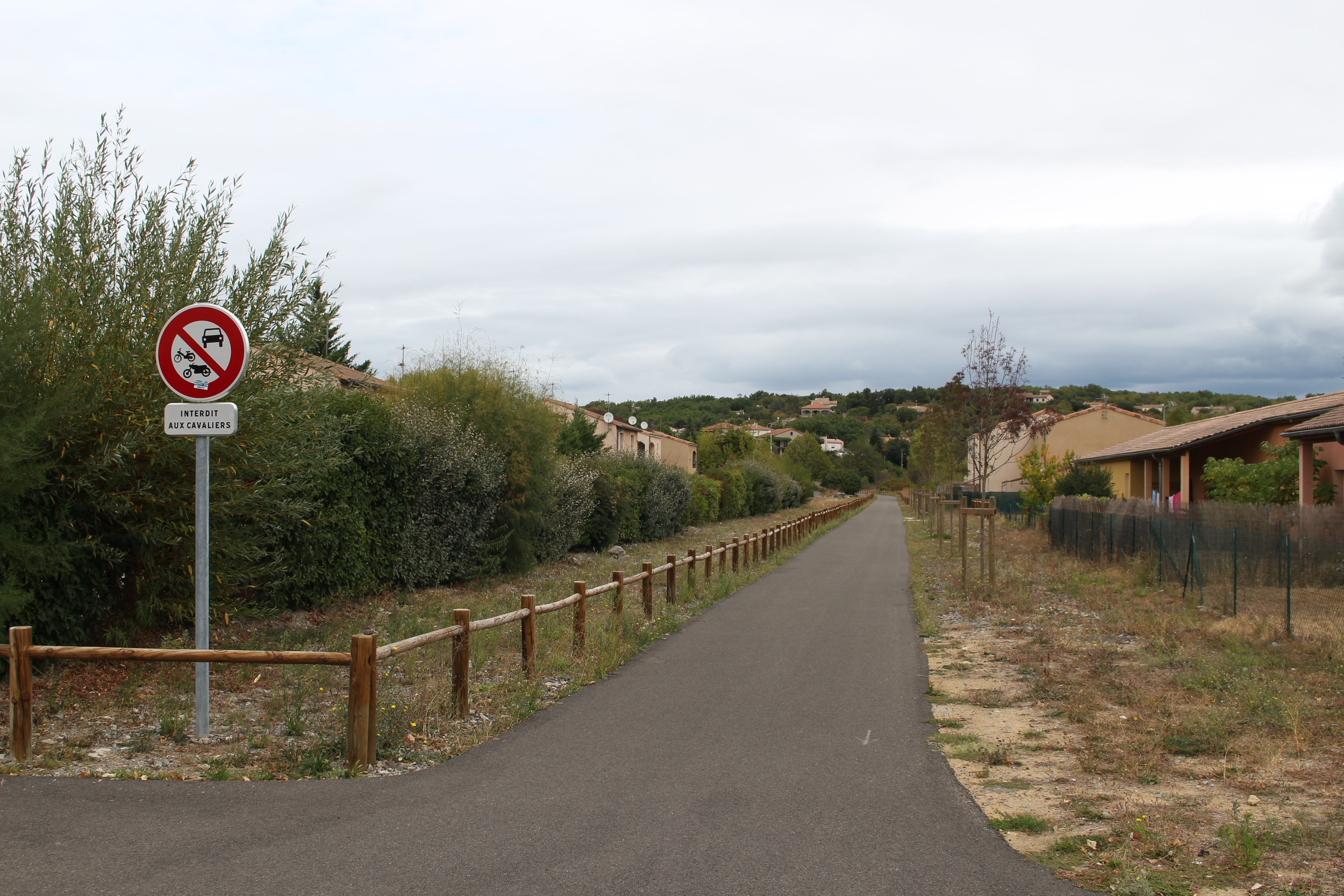
La voie verte.

## Patrimoine ferroviaire
Le bâtiment voyageurs, de type "5 portes" avec des ailes à un seul niveau, existe toujours. Un bâtiment plus petit situé à proximité, d'un style proche, servait de gare terminus pour le train touristique Viaduc 07. 
L'ancienne rotonde, qui était déjà dépourvue de sa toiture au milieu des années 1950, a été démolie pour laisser place à un lotissement récent. 
Plusieurs ouvrages d'art de la ligne sont toujours visibles, notamment le viaduc sur l'Auzon qui accueille désormais une voie verte, et le viaduc du Trésor sur la commune de Saint-Sernin.